# 浦西德一
浦西 德一（うらにし とくいち、1942年5月3日 - ）は、日本の実業家。トヨタ自動車代表取締役副社長や、トヨタ紡織代表取締役会長を務めた。

## 人物・経歴
1966年神戸大学経営学部卒業、トヨタ自動車工業入社。1995年トヨタ自動車経営企画部副部長兼事業開発部主査。1996年トヨタ自動車取締役に昇格。2001年トヨタ自動車常務取締役。2003年トヨタ自動車専務取締役。2004年モーター マーケティング ヨーロッパ取締役会長。同年トヨタ モーター ヨーロッパ取締役社長。2005年からトヨタ自動車代表取締役副社長を務め、海外事業を担当した。2008年に退任し、トヨタ紡織代表取締役会長に就任。2010年トヨタ紡織相談役。2013年秋の褒章で藍綬褒章受章。